# Ларичихинский сельсовет
Ларичихинский сельсовет — муниципальное образование со статусом сельского поселения и административно-территориальное образование в Тальменском районе Алтайского края России. Административный центр — село Ларичиха.

## Население
| 1997  | 1998  | 1999  | 2000  | 2001  | 2002  |
| ----- | ----- | ----- | ----- | ----- | ----- |
| 2785  | ↘2774 | ↗2790 | ↗2814 | ↘2037 | ↗2794 |
| 2003  | 2004  | 2005  | 2006  | 2007  | 2008  |
| →2794 | ↗3036 | ↘2865 | ↗2979 | ↗3009 | ↘2959 |
| 2009  | 2010  | 2011  | 2012  | 2013  | 2014  |
| ↗2970 | ↘2659 | ↘2650 | ↘2589 | ↘2578 | ↘2565 |
| 2015  | 2016  | 2017  | 2018  | 2019  | 2020  |
| ↘2537 | ↘2530 | →2530 | ↗2543 | ↘2531 | ↘2490 |
| 2021  |       |       |       |       |       |
| ↘2434 |       |       |       |       |       |

По результатам Всероссийской переписи населения 2010 года, численность населения муниципального образования составила 2659 человек, в том числе 1288 мужчин и 1371 женщина. 

## Населённые пункты
В состав сельского поселения входит 6 населённых пунктов:
- Круглое (посёлок) — 12[11]
- Ларичиха (село, административный центр) — 2078[11]
- Новая Заря (село) — 78[11]
- Рямы (разъезд) — 31[11]
- Сандалово (село) — 184[11]
- Шипицино (село) — 195[11]